# (8044) Tsuchiyama
(8044) Tsuchiyama est un astéroïde de la ceinture principale.

## Description
(8044) Tsuchiyama est un astéroïde de la ceinture principale. Il fut découvert le 28 décembre 1994 à Ōizumi par Takao Kobayashi. Il présente une orbite caractérisée par un demi-grand axe de 2,40 UA, une excentricité de 0,13 et une inclinaison de 2,5° par rapport à l'écliptique.

## Compléments